# Frank Heffernan
Frank Heffernan, kanadski profesionalni hokejist in hokejski trener, * 12. januar 1892, † 21. december 1938, New York, New York, ZDA. 
Igral je na položaju branilca za različna amaterska moštva, od 1918 do 1920 pa za moštvo Toronto St. Patricks, ki je od 1919 delovalo kot profesionalno moštvo v ligi NHL. 
Heffernan je bil iz Peterborougha in je mladinski hokej na ledu igral v svojem domačem mestu in nato na članski amaterski ravni v Torontu za moštvi Toronto R & AA (1912-14) in Toronto Victorias (1914-15). Od 1915 do 1918 je igral v ligi United States Amateur Hockey Association za moštvi New York Crescents in New York Wanderers, dokler se ni vrnil v Kanado in se pridružil članskemu amaterskemu moštvu Toronto St. Patricks, ki je delovalo v ligi Ontario Hockey Association.
Decembra 1919 je skupina, povezana s klubom St. Patricks, prevzela NHL klub iz Toronta in ga preimenovala v Toronto St. Patricks. Heffernan je s tem postal igralec-trener in solastnik NHL kluba. Liga NHL beleži Heffernana kot trenerja Toronta na 12 tekmah, na katerih je njegovo moštvo petkrat zmagalo in sedemkrat izgubilo. Na mestu trenerja ga je nato zamenjal Harvey Sproule. Heffernan je svoj delež v klubu prodal decembra 1920. Klub se je leta 1927 preimenoval v Toronto Maple Leafs, ki še danes nastopa v ligi NHL. Za Heffernana so trdili, da se bo pridružil konkurenčni ligi Canadian Hockey League, a se naposled iz tega ni nič izcimilo. 
Heffernan je prav tako igral nogomet za Toronto R & AA in z njim osvojil člansko amatersko prvenstvo Ontario Rugby Football Union. Umrl je leta 1938 v hotelski sobi v New Yorku in je danes pokopan na pokopališču St. Pater's Catholic Cemetery v rodnem Peterboroughu, Ontario. 

## Pregled kariere
Odebeljeno - reprezentančni nastopi, glej tudi Statistika pri hokeju na ledu.
| Moštvo               | Liga    | Sezona |    | Redni del | Redni del | Redni del | Redni del | Redni del | Redni del |   | Končnica | Končnica | Končnica | Končnica | Končnica | Končnica |
| -------------------- | ------- | ------ | -- | --------- | --------- | --------- | --------- | --------- | --------- | - | -------- | -------- | -------- | -------- | -------- | -------- |
| Moštvo               | Liga    | Sezona | OT | G         | P         | T         | +/-       | KM        | OT        | G | P        | T        | +/-      | KM       |          |          |
| Peterborough Juniors | OHA-Ml. | 10/11  |    |           |           |           |           |           |           |   |          |          |          |          |          |          |
| Ottawa College       | OCHL    | 11/12  |    |           |           |           |           |           |           |   |          |          |          |          |          |          |
| Toronto R & AA       | OHA-Sr. | 12/13  |    | 6         | 2         | 0         | 2         |           | 0         |   | 4        | 2        | 0        | 2        |          |          |
| Toronto R & AA       | OHA-Sr. | 13/14  |    | 6         | 4         | 0         | 4         |           |           |   | 2        | 0        | 0        | 0        |          |          |
| Toronto Victorias    | OHA-Sr. | 14/15  |    | 6         | 5         | 0         | 5         |           |           |   | 4        | 0        | 0        | 0        |          |          |
| New York Crescents   | USAHA   | 15/16  |    | 8         | 7         | 0         | 7         |           |           |   |          |          |          |          |          |          |
| Springhill Miners    | NSAPC   | 16/17  |    | 2         | 6         | 0         | 6         |           |           |   |          |          |          |          |          |          |
| New York Crescents   | USAHA   | 16/17  |    | 2         | 1         | 0         | 1         |           |           |   | 6        | 2        | 0        | 2        |          |          |
| New York Wanderers   | USAHA   | 17/18  |    | 4         | 1         | 0         | 1         |           |           |   |          |          |          |          |          |          |
| Toronto St. Patricks | OHA-Sr. | 18/19  |    | 9         | 6         | 3         | 9         |           |           |   | 1        | 1        | 0        | 1        |          |          |
| Toronto St. Patricks | NHL     | 19/20  |    | 19        | 0         | 1         | 1         |           | 10        |   |          |          |          |          |          |          |
| Skupaj               |         |        |    | 62        | 32        | 4         | 36        |           | 10        |   | 17       | 5        | 0        | 5        |          |          |